# さいたま市立大久保小学校
さいたま市立大久保小学校（さいたましりつ おおくぼしょうがっこう）は、埼玉県さいたま市桜区にある公立小学校。

## 沿革
- 1873年（明治6年）4月 - 領家の大泉院に領家学校創立、宿の観音寺に宿村学校創立。
- 1881年（明治14年）4月 - 領家学校が上大久保に校舎新築移転、大久保学校と改称。
- 1886年（明治19年）4月 - 大久保学校と宿村学校が合併、領家学校と改称。
- 1889年（明治22年）4月 - 大久保村が成立。上大久保の大久保小学校と宿の大久保尋常小学校に分離。
- 1892年（明治25年）12月 - 大久保学校が第1大久保尋常小学校に、大久保小学校が第2大久保尋常小学校に改称。
- 1931年（昭和6年）4月 - 第1・第2大久保尋常小学校が合併し、大久保尋常高等小学校が誕生。
- 1933年（昭和8年）9月 - 現在地に校舎新築移転。
- 1941年（昭和16年）4月 - 大久保国民学校と改称。
- 1947年（昭和22年）4月 - 大久保村立大久保小学校と改称、大久保中学校を併設。
- 1951年（昭和26年）9月 - 大久保中学校が分離移転（現大久保東小の所在地）。
- 1955年（昭和30年）1月 - 大久保村が浦和市に合併し、浦和市立大久保小学校と改称。
- 1957年（昭和32年）12月 - 校歌制定（作詞：下山懋、作曲：土肥泰）
- 1970年（昭和45年）4月 - 鉄筋校舎（北校舎）竣工。
- 1981年（昭和56年）4月 - 鉄筋校舎（南管理校舎）竣工。
- 2001年（平成13年）5月1日 - さいたま市誕生により、さいたま市立大久保小学校に改称。

## 交通
JR京浜東北線北浦和駅西口より、西武バスで約20分「大久保」、「浦和北高校」、「加茂川団地」行きで、大久保下車、徒歩1分。

## 著名な出身者
- 浅利悟（元サッカー選手）